# Universidad de Ciencias de Tokio
La Universidad de Ciencias de Tokio (東京理科大学, Tōkyō Rika Daigaku), conocida informalmente como Rikadai (理科大) o simplemente Ridai (理大), es una universidad privada de investigación ubicada en Shinjuku, Tokio, Japón.

## Historia
La Universidad de Ciencias de Tokio fue fundada en 1881 como la Academia de Física de Tokio por 21 graduados del Departamento de Física de la Facultad de Ciencias de la Universidad de Tokio. En 1883, fue renombrada como el Colegio de Ciencias de Tokio, y en 1949 alcanzó el estatus de universidad y pasó a llamarse Universidad de Ciencias de Tokio.El personaje principal del famoso novelista japonés Soseki Natsume en su novela Botchan se graduó de la Universidad de Ciencias de Tokio.
A partir de 2016, es la única universidad privada en Japón que ha producido un ganador del Premio Nobel y la única universidad privada en Asia en producir ganadores del Premio Nobel en el campo de las ciencias naturales.

## Campus
El campus principal de la Universidad de Ciencias de Tokio está ubicado en el distrito de Kagurazaka, en Shinjuku. La estación más cercana es la estación Iidabashi.
Además del campus principal en Shinjuku, hay otros campus en diferentes partes del país:
- Campus Kagurazaka (Principal): Shinjuku, Tokio
- Edificio escolar Fujimi: Chiyoda-ku, Tokio
- Campus Katsushika: Katsushika-ku, Tokio
- Campus Noda: Noda, Chiba
- Campus Oshamambe: Oshamambe, Hokkaidō

## Personas

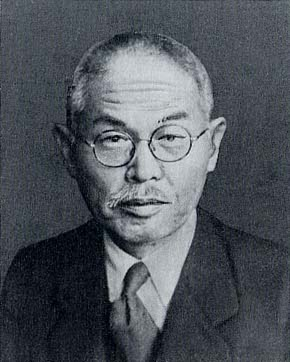
Kotaro Honda, antiguo rector, nominado para el Premio Nobel de Física en 1932.
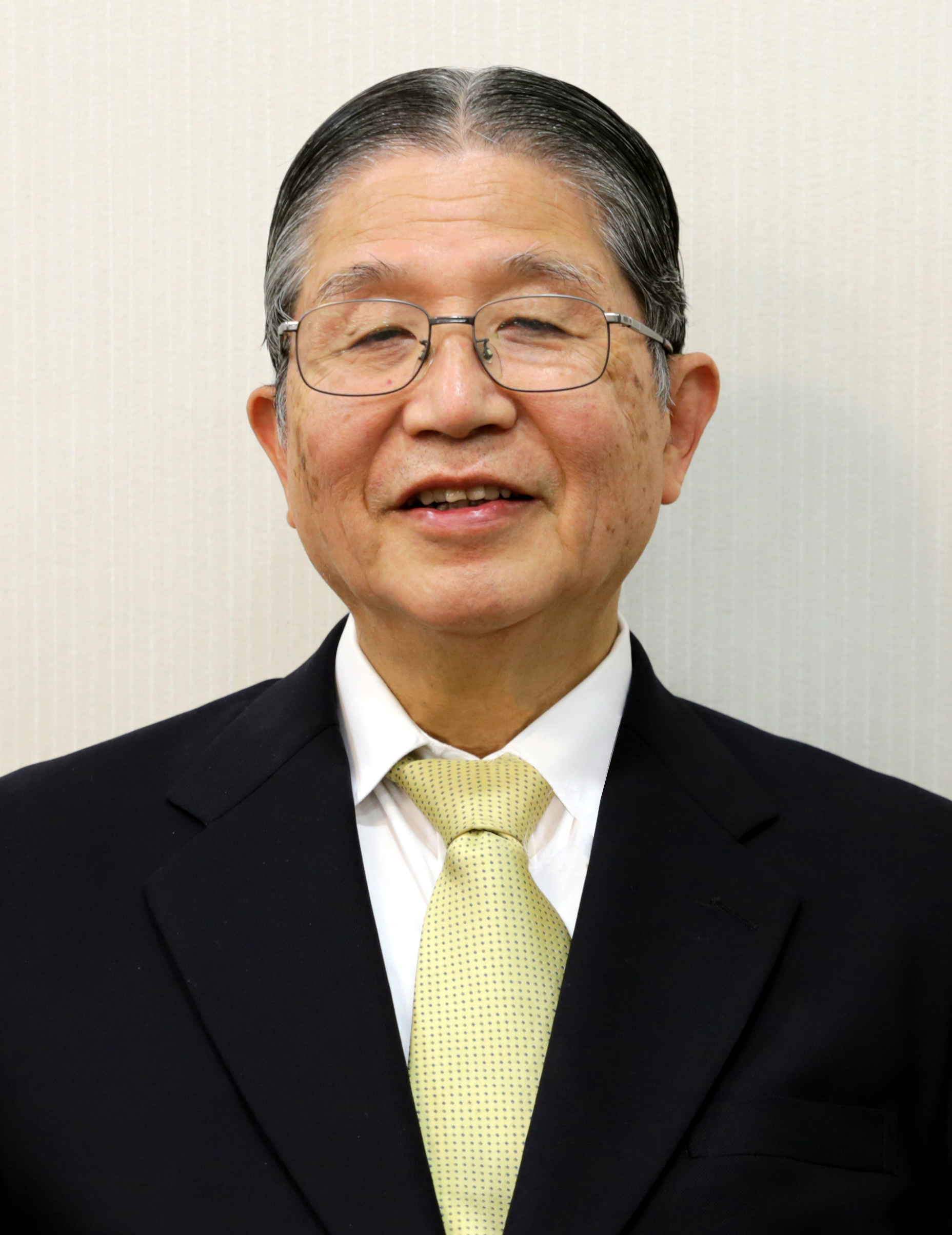
Akira Fujishima, antiguo director, descubridor del fotocatalizador.
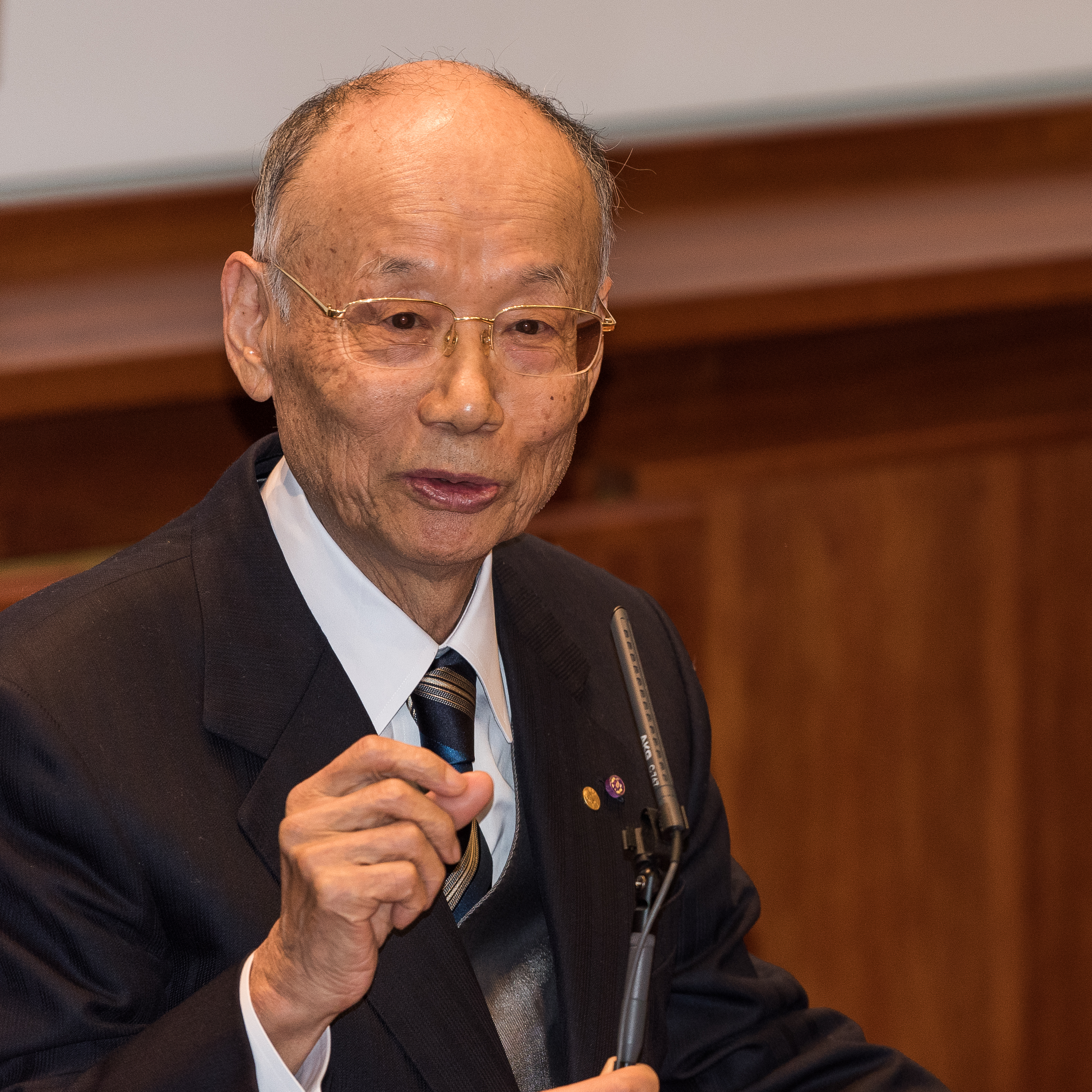
Satoshi Ōmura, antiguo alumno, ganador del Premio Nobel de Fisiología o Medicina en 2015.
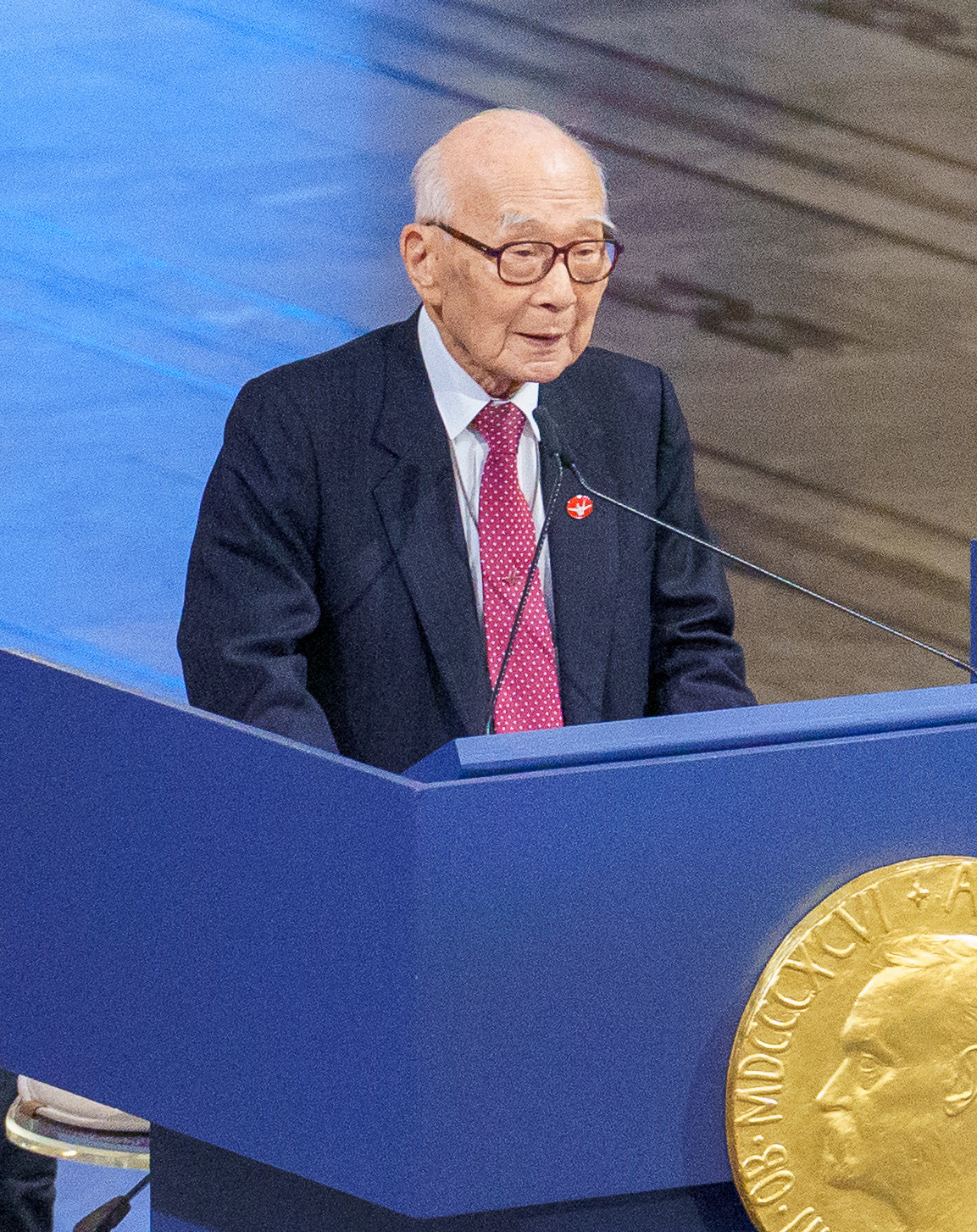
Terumi Tanaka, representante de «Nihon Hidankyo», ganadora del Premio Nobel de la Paz en 2024.